# 迪克·艾德沃卡特
德克·尼可拉斯·艾德沃卡特（荷蘭語：Dirk Nicolaas Advocaat，1947年9月27日—），暱稱為迪克·艾德沃卡特（Dick Advocaat）前荷蘭足球運動員，曾經是英超新特蘭主教練。他曾三次执教荷蘭國家足球隊。现任庫拉索國家足球隊主教练。

## 生平
艾德沃卡特以前是一名勤奮而情緒化的中場球員，曾效力荷蘭聯賽的海牙、罗达、鹿特丹斯巴達和乌得勒支，職業生涯晚期則效力美國聯賽的芝加哥蜂螫（Chicago Sting）。
艾禾卡特在僅僅32歲便轉任教練，首先任教哈勒姆及S.V.V.，稍後在荷蘭國家足球隊協助傳奇教練里努斯·米歇尔斯。由於米高斯綽號為「將軍」，故艾禾卡特被稱為「小將軍」以示師承米高斯。
隨後他接手荷蘭國家隊主教練一職，帶領荷蘭國家隊進軍1994年世界杯。在國家隊在八強賽不敵巴西後，艾禾卡特離任，轉教荷蘭班霸球會PSV燕豪芬，曾帶領燕豪芬獲得1997年荷甲聯賽冠軍。1998年遠赴蘇格蘭執教當地班霸格拉斯哥流浪，為該球會連贏幾屆蘇超聯賽冠軍。
2002年他再出任荷蘭國家隊一職，帶領國家隊進軍2004年歐洲國家杯。當屆荷蘭國家隊在外圍賽並不順利，僅能取得附加賽資格。2004年荷蘭進軍歐洲國家杯，在小組賽出線對著瑞典，憑互射十二碼成功淘汰瑞典。可惜四強面對主辦國葡萄牙，卻以1比2落敗。國人皆對此大加批評，而艾禾卡特更收到死亡恐嚇，結果他只好辭職。
之後他執教了德甲球會慕遜加柏、阿聯酋國家足球隊和南韓國家足球隊，但日子皆不長。2006年轉在俄超聯賽球會辛尼特執教，2008年協助球會晉身歐洲足協盃決賽，晉級階段先後擊敗馬賽，利華古遜及拜仁慕尼黑多支歐洲勁旅，最後決賽擊敗蘇格蘭的格拉斯哥流浪首次奪得歐洲賽事冠軍，2009年10月，他接任比利時國家足球隊教練一職，2010年，他亦接任俄羅斯國家足球隊教練一職。
2015年，艾禾卡特執教英超球會新特蘭，接替被解僱的，出任暫代總教練到季尾，他最終帶領新特蘭護級成功，原先原定計劃退休，但艾禾卡特被新特蘭球迷的支持下而誠意打動便答應決定續約一年。但是到2015/2016球季，開季成續未如理想，頭八場只得3分，最終艾禾卡特引咎辭職。
2016年5月15日，荷兰足协任命艾德沃卡特为荷兰国家队助理教练，辅佐主教练，但仅仅三个月后，艾德沃卡特便辞去国家队助理教练职务，并于2016年8月17日与土超球队费内巴切签订了为期一年的合同，成为费内巴切的新任主教练。
2017年5月7日，在2018世界盃資格賽前五輪僅有2勝1和2負的荷蘭隊開除了布林德，艾德沃卡特第三次被任命为荷兰国家队主教练，在1994世界盃時和艾德沃卡特起衝突而沒有參賽的前荷蘭球員将作为他的助理教练。雖然最後下半賽程4勝1負的戰績大有起色，但最後荷蘭還是在得失球差這一關輸給了瑞典而落到小組第三，失去了和義大利一決生死的資格。期間最知名的事蹟，則是他在第九輪資格賽前接受記者訪問時，提到荷蘭（第九輪開賽前積分為13，得失球差為+5）將會依照瑞典（第九輪開賽前積分為16，得失球差為+11）第九輪的結果，來決定第十輪關鍵的正面對決要如何佈陣，此時記者問到：「那如果瑞典在這一輪以8比0擊敗盧森堡的話呢？」，艾德沃卡特隨即一臉不屑的打斷記者：「他們不會8比0獲勝的，這是什麼蠢問題？」。結果瑞典在第九輪真的以8比0狂勝盧森堡，而第九輪僅是小贏白俄羅斯兩球的荷蘭，必須要在第十輪贏瑞典至少七球才能在排名超過瑞典。最後荷蘭在第十輪僅以2比0擊敗瑞典而無緣世界盃，而艾德沃卡特在資格賽失利後宣布辭職。
艾德沃卡特是于2019年10月接替斯坦姆出任飞燕诺主帅。
2021年8月1日，艾德沃卡特被任命为伊拉克国家足球队新任主教练，带领球队参加世界杯预选赛。然而，他在6场比赛中4平2负，未尝胜绩。他于2021年11月23日辞职。

## 外部連結
- 足球資料庫：迪克·艾德沃卡特的領隊統計數據
- UEFA profile, inc. former playing clubs (PDF file) （页面存档备份，存于）
- nasljerseys.com NASL stats （页面存档备份，存于）
- Dick Advocaat stats at Zenit （页面存档备份，存于）